# Emile-Joseph Socquet
Emile-Joseph Socquet MAfr (* 11. Juni 1905 in Crest-Voland, Dritte Französische Republik; † 16. Juli 1987) war ein französischer Ordensgeistlicher und römisch-katholischer Erzbischof von Ouagadougou in Obervolta.

## Leben
Socquet trat der Ordensgemeinschaft der Weißen Väter bei und empfing am 2. Juni 1928 die Priesterweihe.
Papst Pius XII. ernannte ihn am 8. Januar 1948 zum Titularbischof von Hirina und zum Koadjutorvikar des Apostolischen Vikariats Ouagadougou. Auguste Cesbron, Bischof von Annecy, spendete ihm am 4. Juni 1948 die Bischofsweihe. Mitkonsekratoren waren Frédéric Duc, Bischof von Saint-Jean-de-Maurienne, und Léon-Étienne Duval, Bischof von Constantine. Mit dem Tod von Joanny Thévenoud am 16. September 1949 folgte er diesem als Apostolischer Vikar nach. Papst Pius XII. erhob das Apostolische Vikariat am 14. September 1955 zum Erzbistum und ernannte Socquet zum ersten Erzbischof.
Am 12. Januar 1960 nahm Papst Johannes XXIII. seinen Rücktritt an und ernannte ihn zum Titularerzbischof von Selymbria. Er nahm an allen vier Sitzungsperioden des Zweiten Vatikanischen Konzils teil.